# Фрёйн, Роберт Якобус
Роберт Якобус Фрёйн (нидерл. Robert Jacobus Fruin; 11 ноября 1823, Роттердам — 29 января 1899, Лейден) — нидерландский историк и педагог, специалист по нидерландской истории, ученик и сторонник концепций Леопольда фон Ранке.
Родился в богатой семье фармацевта, всю свою жизнь прожил холостяком. В 1837 году поступил в Эразмвоскую гимназию в Роттердаме. После её окончания в сентябре 1842 года поступил в Лейденский университет, где изучал древние языки и получил в декабре 1847 года по итогам обучения докторскую степень за исследование творчества древнеегипетского историка Манефона. Ввиду финансовой независимости в 1848—1850 годах занимался собственными историческими исследованиями античности и современной истории (в первую очередь революционных событий 1848—1849 годов); с 1850 года преподавал историю и географию в Стенделейской гимназии в Лейдене, с 1859 года был её вице-ректором. С 1 июня 1860 по 18 сентября 1894 года возглавлял в звании профессора им же основанную кафедру нидерландской истории в Лейденском университете — первую подобную в стране, вследствие чего считается заложившим основы современной исторической методологии и критической историографии в Нидерландах. В 1877/78 учебном году был ректором университета.
Основными принципами работы историка считал комплексный подход и беспристрастную работу с источниками, а также тщательное внимание к деталям. Разделял либеральные идеи, однако к нидерландской истории XVII века подходил с позиций национализма, считая установление республиканского строя в Нидерландах исключительным и не имеющим аналогов событием и называя решающим аспектом успеха революции не социальный, а национально-освободительный; главную роль в революционных событиях отводил буржуазии. По воспоминаниям современников, его лекции были скучными, но скрупулёзно подготовленными. По политическим взглядам был правым либералом, являлся одним из лидеров партии Либеральный союз. С 1851 года был членом Нидерландского литературного общества в Лейдене, с 4 мая 1859 года — академиком Королевской академии наук Нидерландов.
Его главный труд — «Tien jaren uit den 80-jarigen oorlog» (Гаага, 1861; 4-е издание — 1888, 5-е издание — 1899), представляющий собой масштабную работу о Нидерландской революции. Его перу принадлежат также «Overlijfsels van geheugenis der besonderste voorvallen in het leven van de Heere Coenraet Droste» (Лондон, 1879) и ряд исторической статей в «De Gids» и других журналах. Издавал исторический журнал «Nijhoffs Bijdragen voor vaderlandsche geschiedenis». Многие его статьи были собраны и затем изданы его учениками под заглавием «Robert Fruin’s verspreide geschriften met aanteekeningen» (1899—1905).